# Цибула
Цибула — упразднённый посёлок лесорубов в Орджоникидзевском районе Республики Хакасия Российской Федерации. Находится на территории современного Саралинского сельсовета.

## География
Находится на северо-западе республики, в горно-таёжном поясе, в пределах крутосклонного среднерасчлененного низкогорья, среди сосново-лиственничных и осиново-берёзовых лесов, при впадении реки Сухая Сабула в реку Сарала, на дороге республиканского значения 95Н-502, примерно в 10 км от села Сарала.

## История
В 1948 году в Цибулу прибыли 54 семей литовцев. Среди них был Виктор Будревициус (1928—1993) — литовский композитор в составе своей семьи. Сначала жители проживали в казармах, потом были выстроены индивидуальные дома. В 1950 году жителей расселили по другим населённым пунктам.
С 1989 по 1990 годы места проживания литовцев в Сибири посетила экспедиция, которая вывозила останки захороненных земляков.

## Инфраструктура
Лесозаготовки.

## Транспорт
Посёлок находился у автодороги 95Н-502 «Сарала — Приисковое».